# ディランド駅
ディランド駅（英語：DeLand station）は、フロリダ州デランドオールド・ニューヨーク・アヴェニュー2491にある駅。全米各地を結ぶ旅客鉄道のアムトラックのほかオーランド都市圏を南北に結ぶ通勤鉄道のサンレールが乗り入れる。昔のアトランティック・コースト・ライン鉄道の駅である。

## 概要

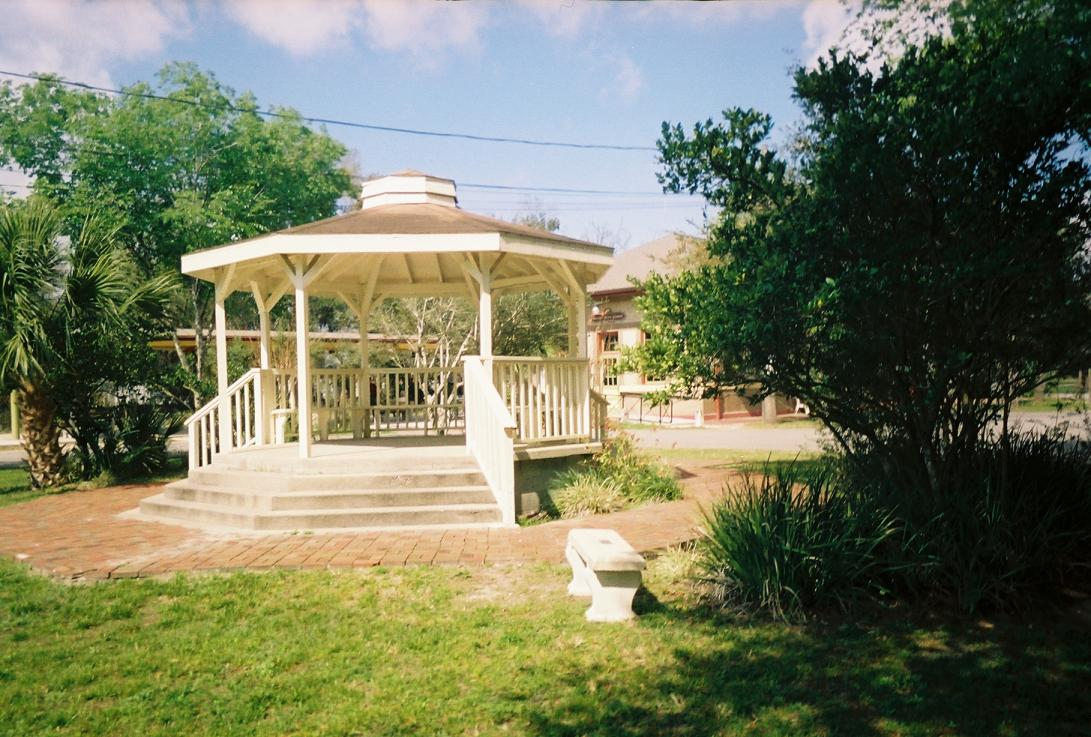
ディランド駅のあずまや

当駅は1918年にアトランティック・コースト・ライン鉄道によって建設された。駅はデランドの繁華街の西端に位置している。フロリダ州運輸省の助成金等424,471ドルの費用をかけて復元された。改修工事の内容は外壁塗装工、屋根葺き替え工、ホーム屋根工、新しい歩道工等である。再奉献式は2006年12月21日に開催され、翌年、駅はフロリダトラストから歴史保全賞を受賞した。

## 利用可能な鉄道路線／列車
アムトラックのディランド駅に発着する列車は下記の通り。
ニューヨークとマイアミ間の夜行長距離列車シルバー・メティオ号…1日1往復停車
ニューヨークとマイアミ間の夜行長距離列車シルバー・スター号…1日1往復停車
サンレールが2024年に乗り入れた。